# Oleiros (freguesia)
Oleiros (IPA: [oˈlɐjɾuʃ]) is een plaats (freguesia) in de Portugese gemeente Oleiros en telt 2470 inwoners (2001).

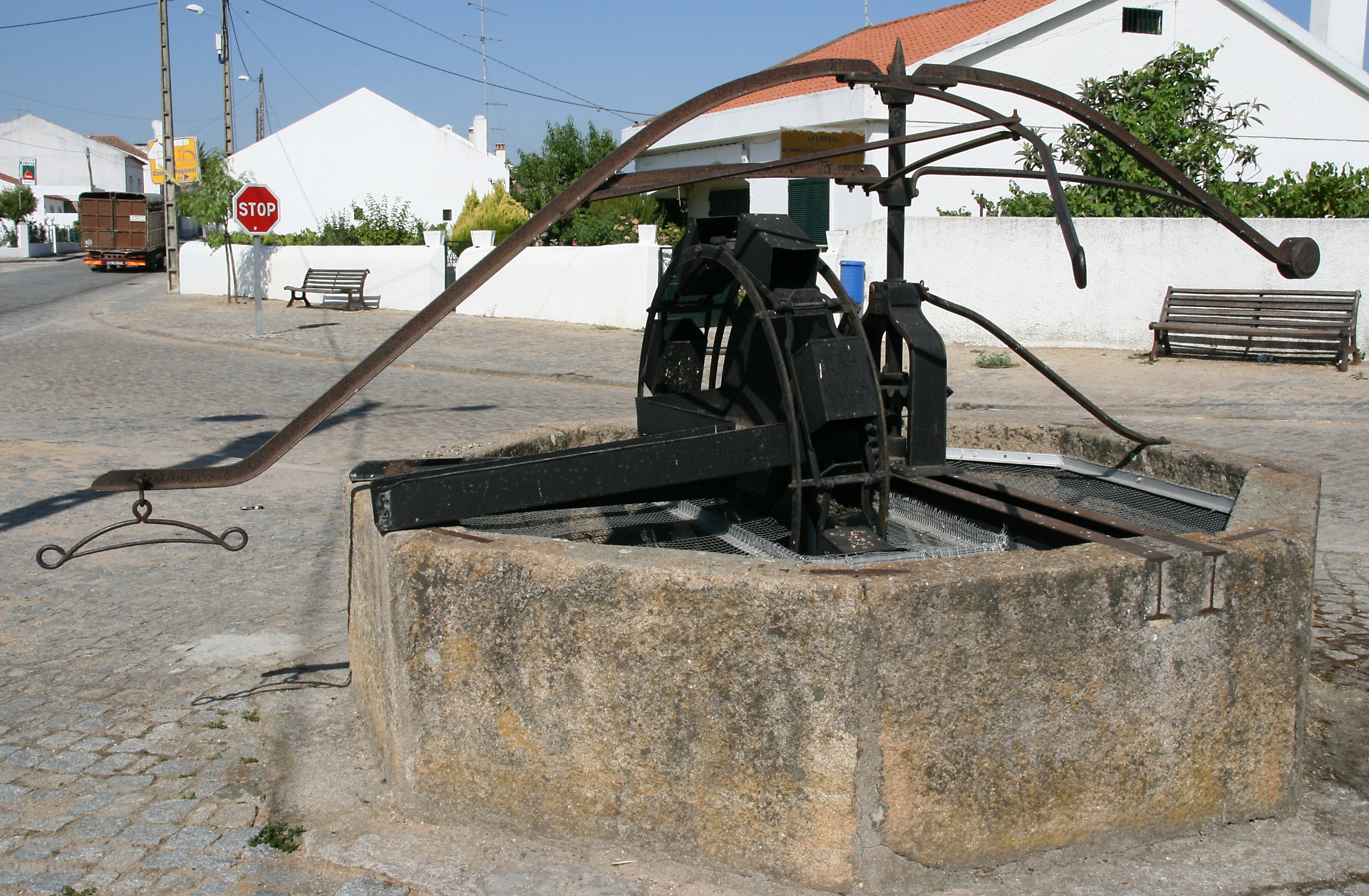
Ezelmolen, voorheen voor irrigatie